# Eugenia sphenoides
Eugenia sphenoides är en myrtenväxtart som beskrevs av Otto Karl Berg. Eugenia sphenoides ingår i släktet Eugenia och familjen myrtenväxter. Inga underarter finns listade i Catalogue of Life.